# Ukrainischer Schild

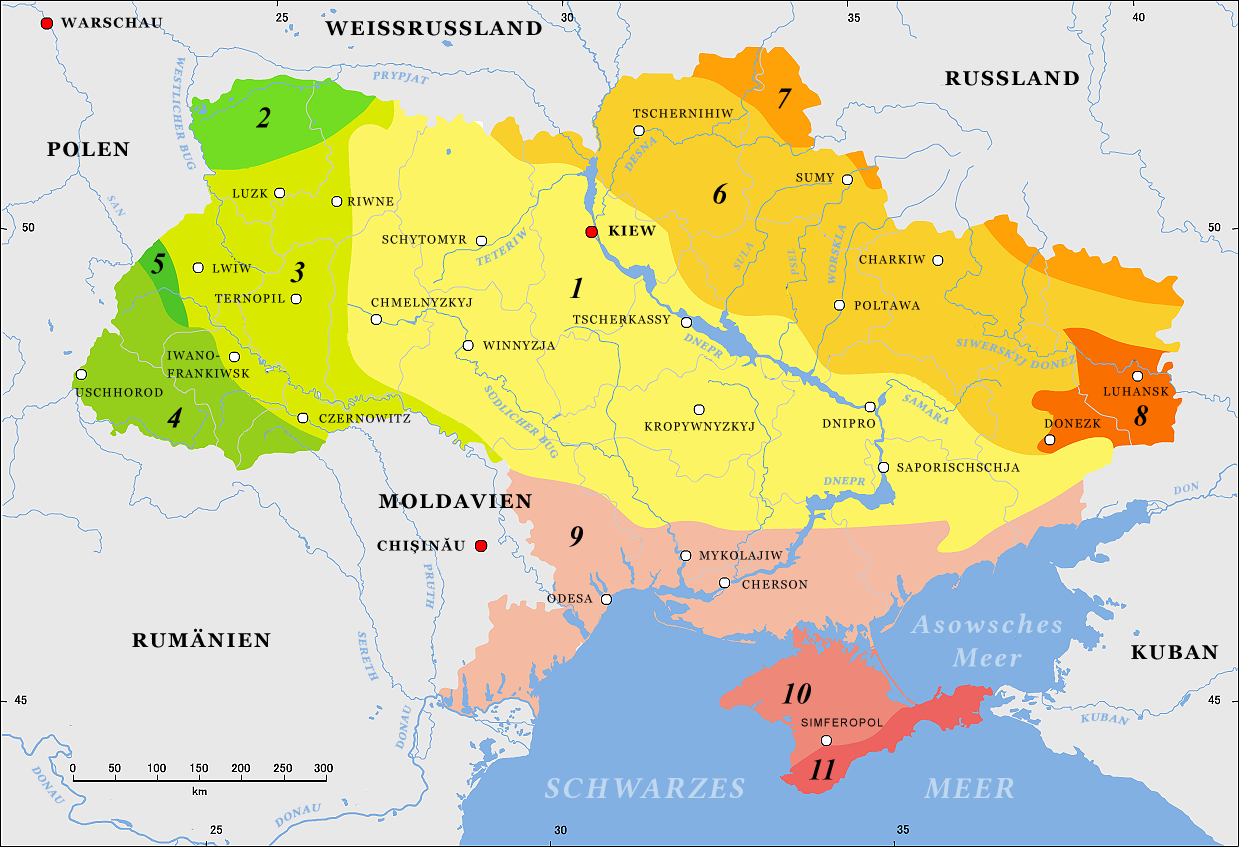
Naturräumliche Gliederung der Ukraine.
(1) Ukrainischer Schild

Als Ukrainischer Schild wird die geologische Provinz im Zentrum und Westen der Ukraine bezeichnet, in der das präkambrische Grundgebirge der Osteuropäischen Tafel zutage tritt. Er ist neben dem Baltischen Schild ein weiterer, flächenmäßig kleinerer Kontinentalschild Europas.

## Geographie
Die physiographische Region Ukrainischer Schild macht etwa die Hälfte der ukrainischen Staatsgebietes aus. Sie umfasst ein welliges Berg- oder Hügelland, das sich von der Küstenniederung des Asowschen Meeres südlich des Dnepr über rund 1000 Kilometer bis zur belarussischen Grenze zieht. Der langgezogene Schild folgt in etwa der Ostsüdost-Richtung, biegt aber an seinem Nordwestrand in die Nordrichtung um. Er misst in Ost-West-Richtung 900 Kilometer und am Nordwestende 450 Kilometer in Nord-Süd-Richtung. Seine maximale Breite beträgt etwas mehr als 300 Kilometer.

## Geologie

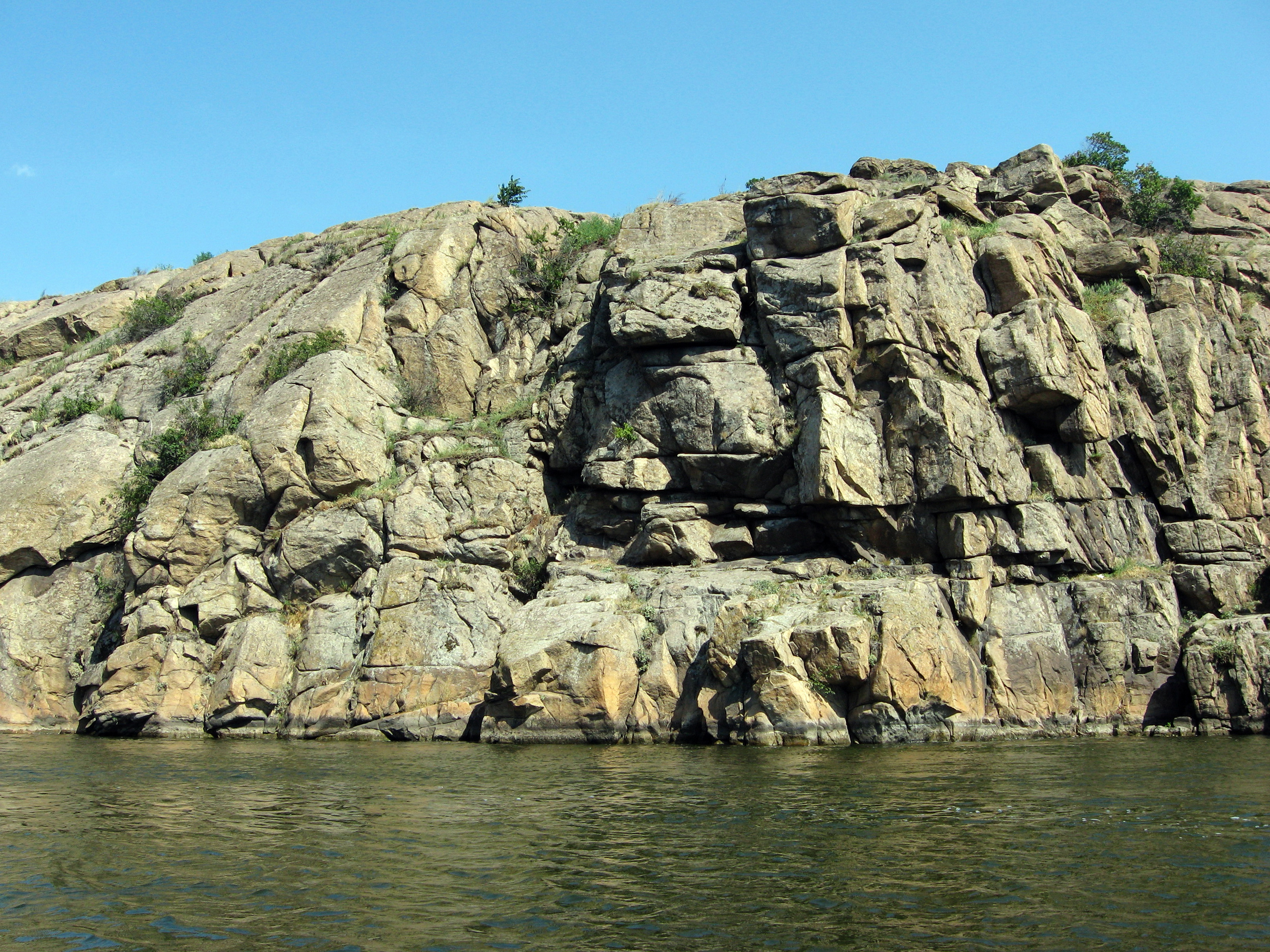
Granite der Mittleren Dnepr-Domäne am Dnepr oberhalb von Saporischschja

Der Ukrainische Schild gehört zusammen mit dem benachbarten, weiter im Nordosten liegenden Woronesch-Massiv (oder Woronesch-Anteklise) zu Sarmatia, das den Süden der Osteuropäischen Tafel bildet. Beide präkambrischen Massive werden ihrerseits durch das Dnepr-Donez-Aulakogen voneinander getrennt – ein riesiger paläozoischer Einbruchsgraben (bzw. Aulakogen), in dem das präkambrische Grundgebirge tief einsank.

### Unterteilung
Der zentralukrainische Krustenblock wird nun seinerseits in mehrere Abschnitte unterteilt, welche zum Teil durch Scherzonen voneinander abgetrennt werden. Insgesamt lassen sich sechs Krustenabschnitte oder- domänen und drei größere Scherzonenbereiche unterscheiden.
Dies sind von Ost nach West die Krustenbereiche:
- Asow-Domäne (benannt nach Asow)
- Mittlere Dnepr-Domäne (Mittellauf des Dnepr)
- Kropywnyzkyj-Domäne (benannt nach Kropywnyzkyj), auch Inhul-Domäne (benannt nach dem Fluss Inhul)
- Ros-Tikytsch-Domäne (benannt nach den Flüssen Ros und Tikytsch)
- Podolische Domäne (benannt nach der Podolischen Platte), auch Dnister-Buh-Domäne (benannt nach den Flüssen Dnister und Südlicher Bug)
- Wolyn-Domäne (benannt nach der Oblast Wolyn), auch als Nordwest-Domäne bezeichnet

Die Asow-Domäne wird von der Mittleren Dnepr-Domäne durch die Orichiw-Pawlohrad-Sutur (nach Orichiw und Pawlohrad) abgetrennt. Die Krywyj Rih-Sutur (nach Krywyj Rih) trennt die Mittlere Dnepr-Domäne von der Kropywnyzkyj-Domäne. Die Holowaniwsk-Sutur (nach Holowaniwsk) schließlich grenzt die Kropywnyzkyj-Domäne gegenüber der Ros-Tikytsch-Domäne und der Podolischen Domäne ab.
Die ältesten beiden Domänen sind die Asow-Domäne im Osten und die Podolische Domäne im Südwesten – beide sind hochgradig metamorph. Ihre Alter reichen bis ins Archaikum (Eoarchaikum bzw. Paläoarchaikum) zurück. Beide Blöcke wurden im Paläoproterozoikum sehr stark wiederaufgearbeitet. Im Gegensatz hierzu wurde die mehr zentral gelegene Mittlere Dnepr-Domäne – ein Granit-Grünsteingürtel – von paläoproterozoischen Gebirgsbildungsprozessen so gut wie ausgespart. Die zentrale Kropywnyzkyj-Domäne, die Ros-Tikytsch-Domäne und Wolyn-Domäne im Nordwesten werden aus paläoproterozoischen Gesteinen aufgebaut.
Die Suturzonen besitzen sehr komplexe tektonische Gefüge, die auf starke Scherbewegungen entlang der jeweiligen Nachbarterrane schließen lassen.

### Domänen
Am ältesten unter den Krustenblöcken des Ukrainischen Schilds ist die Podolische Domäne, die 3650 Millionen Jahre alte Granitoide bzw. TTG-Komplexe enthält und deren Provenanz wiederum sogar bis zirka 3750 Millionen Jahre zurückreicht. Die Gesteine stellen somit die älteste Krustenformation Europas dar und sind älter als vergleichbare Vorkommen des Baltischen Schildes. Jüngere TTG-Bildungsalter liegen um 3300 Millionen Jahren und zwischen 2900 und 2750 Millionen Jahren. Die Podolische Domäne wurde zu Beginn des Neoarchaikums gegen 2800 Millionen Jahren und erneut im Orosirium um 2000 Millionen Jahren unter hochgradig metamorphen Bedingungen tektonisch überarbeitet.
Die Asow-Domäne zeigt ebenfalls TTG-Komplexe und ist in ihrer chronologischen Entwicklung durchaus vergleichbar – was aber in Anbetracht des komplizierten Terranmusters von Sarmatia nicht unbedingt heißen soll, dass beide Domänen damals auch in einem einzigen Kontinent vereinigt waren. Ihre recht schmalen Grünsteingürtel des Mesoarchaikums (Fedorivka- und Soroki-Grünsteingürtel) entstanden zwischen 3200 und 3000 Millionen Jahren. Um 2950 Millionen Jahre wurde die Asow-Domäne hochgradig metamorphosiert und verformt. Zwischen 2900 und 2800 Millionen Jahren erfuhr sie posttektonischen Magmatismus. Nach einer weiteren magmatischen Episode um 2000 Millionen Jahren folgte um 1800 Millionen Jahren AMCG-Magmatismus (Anorthosite-Mangerite-Charnockite-Granite). Die Asow-Domäne enthält außerdem Boninit-ähnliche Sanukitoide und andere Granodioritgesteine.
Die Mittlere Dnepr-Domäne ist sowohl ein TTG- als auch ein Grünstein-Terran und zeigt Alter des Mesoarchaikums, die sich zwischen 3200 und 3000 Millionen Jahren bewegen. Spätmagmatische Intrusionen folgten im Zeitraum 3000 bis 2700 Millionen Jahre und überdauerten somit ins Neoarchaikum.
Die Kropywnyzkyj-Domäne oder Ingul-Domäne wird vorwiegend von paläoproterozoischen Gesteinen aufgebaut, welche im Zeitraum 2550 bis 1700 Millionen Jahren entstanden. Granitoide und amphibolitfazielle suprakrustale Metasedimente konzentrieren sich auf die Zeitspanne 2300 bis 2000 Millionen Jahre. Nach einer magmatischen Episode um 2000 Millionen Jahren (mit den Granitoiden des zirka 2040 Millionen Jahre alten Novoukrainka-Massivs)  beendete AMCG-Magmatismus um 1800 Millionen Jahre die Entwicklung (Korsun-Novomyrhorod AMCG-Komplex).
Die Wolyn-Domäne und benachbarte Teile der Ros-Tykitsch-Domäne im Nordwesten sind juvenile, zwischen 2200 und 1650 Millionen Jahre alte, paläoproterozoische Krustensegmente, die an die Podolische Domäne akkretiert wurden. Neben 2200 bis 2000 Millionen Jahre alten Metasedimenten und 2100 bis 1950 Millionen Jahre alten TTG-Gesteinen enthalten sie ab 1900 Millionen Jahren spättektonische Magmatite und AMCG-Magmatite. Erwähnenswert in der Wolyn-Domäne ist vor allem der Korosten AMCG-Komplex mit Altern zwischen 1800 und 1750 Millionen Jahren. In ihm finden sich zwei Sedimentbecken – das Ovruch- und das Vilka-Becken – mit teilweise vulkanogenen Ablagerungen, die jünger als 1760 Millionen Jahre sind.
Der Nordrand der Wolyn-Domäne wird vom Osnitsk-Mikashevychi-Magmatitgürtel abgeschlossen, dessen Intrusionen zwischen 2000 und 1970 Millionen Jahren erfolgt waren.

### Suturzonen
Die Krywyj Rih-Sutur enthält die bekannten Krywyj Rih-Bändererze, die sich im Zeitraum 2600 bis 2300 Millionen Jahre bildeten. Die BIFs wurden wahrscheinlich in Kratonrandnähe abgesetzt. Bis 2100 Millionen Jahren folgten hier sodann weitere Sedimentablagerungen.

### Sedimenthülle
Die Hochlagen des Ukrainischen Schildes werden überwiegend nicht von den kristallinen Gesteinen des Präkambriums gebildet, sondern von Sedimentgesteinen des Tertiärs. Präkambrische Gesteine stehen vorwiegend in den Flusstälern an, die sich in das Tertiärplateau eingeschnitten haben, und dort bisweilen noch unterhalb kreidezeitlicher oder jurassischer Schichten. Die eigentliche Ausbissfläche des Präkambriums ist folglich geringer als die Fläche der physiographischen Region.

## Älteste Proben
Die ältesten bisher bekannten Proben stammen aus Enderbiten (Hypersthen führende, tonalitische Charnockite) der Podolischen Domäne und aus Metasedimenten in zwei Grünsteingürteln der Asow-Domäne. So lieferten Zirkone des Enderbitgneises vom Kozachy Yahr-Steinbruch am Südlichen Bug (Piwdenny Buh) ein Alter von 3789 Millionen Jahren. Zirkone aus Metasedimenten des Soroki-Grünsteingürtels in der Asow-Domäne ergaben 3785 Millionen Jahre und aus dem Fedorivka-Grünsteingürtel 3712 Millionen Jahre.
In Anbetracht der Samarium-Neodymwerte kann davon ausgegangen werden, dass die primäre Kruste in den beiden Terranen (aus der die Enderbite ihrerseits differenzierten) möglicherweise sich bereits um 3900 Millionen Jahren gebildet hatte.